# 喜屋武和輝
喜屋武和輝（日语：／ Kyan Kazuki，1996年4月4日—）是一名日本男性聲優。東京都出身。Raccoon Dog所屬。

## 人物
他的興趣是烹飪、在浴室裡唱歌和製作模型。特長是籃球、游泳、使用肌肉和吹口哨。Pro-Fit聲優養成所畢業。

## 出演作品

### 電視動畫
2021年
- 宿命迴響：命運節拍（部下、士兵）

2022年
- Love All Play（筒井匡、田中悠）
- OVERLORD IV（范·龍古[3][4]、鍛冶工房長、士兵）
- 神渣☆偶像（8騎士）
- 黑之召喚士（冒險者、盜賊、密探頭目）
- 綻放的阿爾斯諾特利亞（第5部隊騎士）
- 點滿農民相關技能後，不知為何就變強了。（傑克[5][6]）

2023年
- 物之古物奇譚（警察官、櫛的付喪神、塞眼）
- 再得一勝！
- 六道的惡女們（不良1、班級男2、鈴木、不良學生1、班級男1、同班同學）
- 異世界一擊殺姊姊 ～姊姊同伴的異世界生活開始了～（冒險者A）
- 天國大魔境（審查員）
- 國王排名 勇氣的寶箱（裁判、神）
- 熊熊勇闖異世界PUNCH！（拉蒙、桑格、薩爾瓦德派B）
- 鬼滅之刃 刀匠村篇
- 開闊天空！光之美少女（女孩子的父親）
- 咒術迴戰 懷玉·玉折 / 澀谷事變（克昆）
- 其實，我是最強的？（近衛騎士、近衛兵隊長、暗殺部隊）
- 殭屍100～在成為殭屍前要做的100件事～（殭屍男B、男、殭屍1）
- Lv1魔王與獨居廢勇者（職員C）
- 成為悲劇元兇的最強異端，最後頭目女王為了人民犧牲奉獻（貝伊爾）
- 龍族拼圖（超覺醒宙斯·狄奧斯、導演）
- 葬送的芙莉蓮（農夫、側近）
- 豬肝記得煮熟再吃（街上的人、醉客、麻醉藥的高個男、騎兵）
- 盾之勇者成名錄 Season3（奴隸獵人B、特里涅米亞、獵人）
- 破滅的王國（戴那茲馬、班達納、廢棄民）
- 地下忍者（不良1、忍者1、混混1、男學生2）
- 想當冒險者前往都市的女兒成為S級
- 堤亞穆帝國物語～從斷頭台開始，公主重生後的逆轉人生～（戈里亞）

2024年
- 為了在異世界也能撫摸毛茸茸而努力。（鑪之氏長）
- 怪異與少女與神隱（編輯）
- 刀劍亂舞 迴 -虛傳 燃燒的本能寺-（齋藤利三）
- 鬼滅之刃 柱訓練篇
- Re:Monster（士兵們、戰士）
- 格鬥實況（露臍男）
- 夜晚的水母不會游泳（工作人員）
- 魔王2099（魔法街市民B）

2025年
- 歡迎來到日本，妖精小姐。（警備隊隊長）

### 遊戲
2017年
- 怪物彈珠（2017年 - 2021年 ）[1]
- 交鋒聯盟（我武者羅）[1]

2021年
- 決勝時刻：先鋒（ジェームズ・"ブッカー"・ワシントン）
- 少女與龍 幻獸契約Cryptract（艾丁[7][8]）
- （源九郎[9]）
- Infinite Galaxy（布魯諾·奧古斯丁[10]）

2022年
- 地下城與勇士（保爾森、莫斯利、莫格魯、其他[11]）
- 英雄傳說 黎之軌跡II -CRIMSON SiN-（鮑威爾）

2023年
- 幻獸契約 Cryptract（高爾·薩爾[12]）
- 明日方舟（休謨斯[13]）
- 快打旋風6（市民）
- 超偵探事件簿 霧雨謎宮（賭場場主）
- 聖火降魔錄 英雄雲集（阿里昂[14]、ハーケン[15]）
- 伊斯X -NORDICS-（奧茲[16]）
- 逆轉奧賽羅尼亞（千廻）

## 外部連結
- 喜屋武和輝 （页面存档备份，存于）在Raccoon Dog的官網介紹